# Крылья Советов (универсальный спортивный комплекс)
Универсальный спортивный комплекс «Крылья Советов» — универсальный спортивный комплекс в городе Москва (Россия).
Расположен на территории района «Беговой» Северного административного округа Москвы, по адресу: город Москва, Ленинградский проспект, дом 24А.

## История
УСК «Крылья Советов» старейший спорткомплекс в Москве, который был построен в 1934 году заводом «АВИАХИМ».

## События

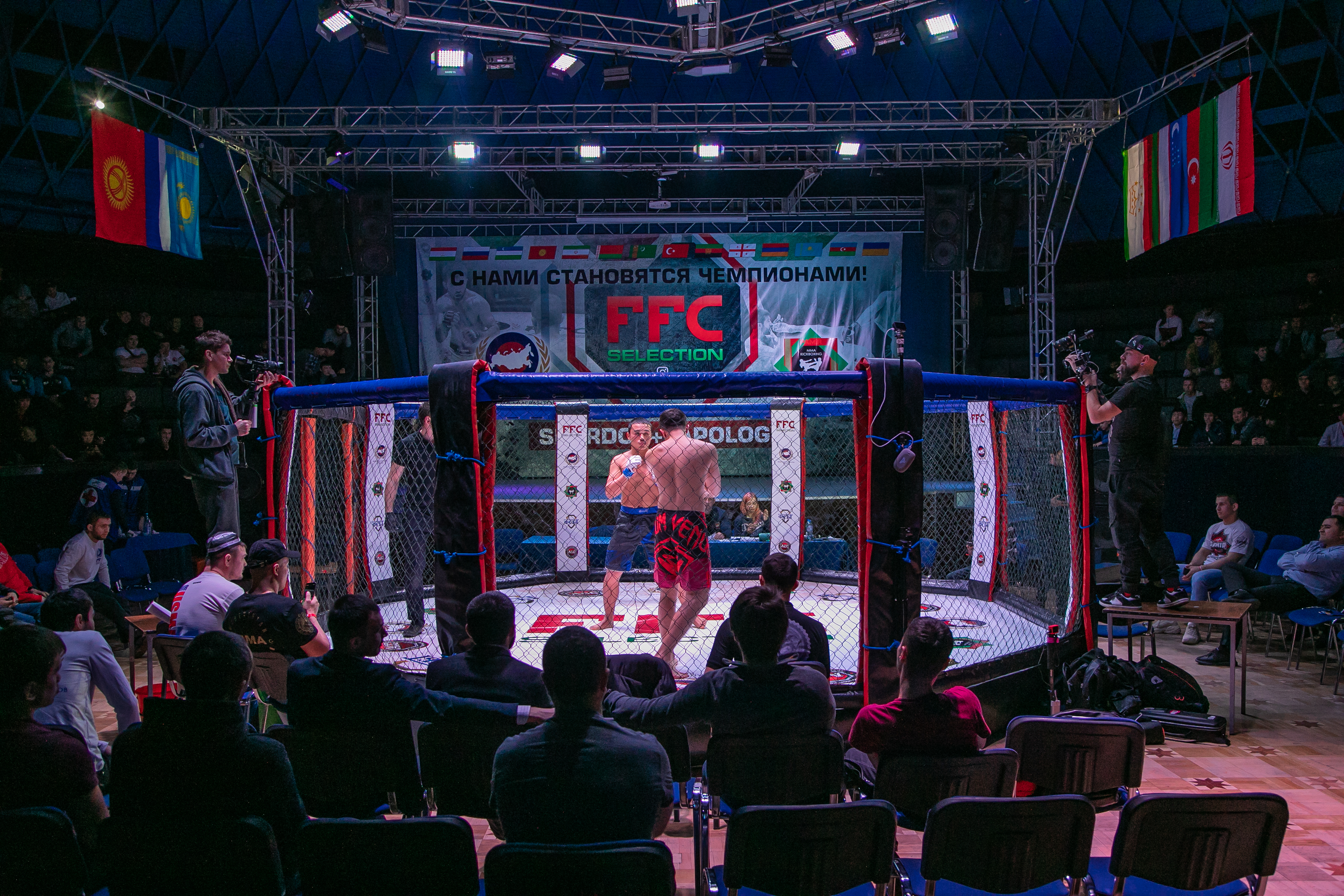
Турнир FFC Selection 1 в УСК «Крылья Советов», 22 февраля 2020 года

Чаще всего на аренах УСК «Крылья Советов» проходят турниры по боксу, тайскому боксу, кикбоксингу и смешанным единоборствам.
Но иногда проходят и такие мероприятия как церемония вручения кинопремии «Белый квадрат».

## Транспортная доступность
Спорткомплекс «Крылья Советов» находится почти что в центре Москвы, примерно в 4 км от Красной площади. Ближайшая станция метро — «Белорусская», которая находится на расстоянии примерно 800 м от спорткомплекса.

## Особенности конструкции
Спорткомплекс «Крылья Советов» имеет в своем распоряжении уникальное, в архитектурном плане, сооружение — Большой купольный зал, построенный в 1930-х годах известными архитекторами Л.Л. Лурье, Н.А. Метелиным и В.С. Минаковым на месте дореволюционных строений купца П. П. Рябушинского.
Деревянное купольное покрытие является выдающимся инженерным творением 1930-х годов и сведения о Большом купольном зале как выдающемся объекте своего времени включены в энциклопедию «Всемирная история архитектуры».